# Trophée Jacques Plante
Die Trophée Jacques Plante (engl. Jacques Plante Memorial Trophy) ist eine Auszeichnung der Quebec Major Junior Hockey League. Sie wird seit Ende der Saison 1969/70 jährlich an den Torhüter der Liga vergeben, der im Saisonverlauf den geringsten Gegentorschnitt vorzuweisen hat. Der Sieger nimmt seit 1988 auch an der Wahl zum CHL Goaltender of the Year teil.
Die Trophäe ist nach Hall of Famer Jacques Plante benannt, der einer der besten Torhüter der National Hockey League war und seine Karriere in der damaligen QMHL bei den Royaux de Montréal begonnen hatte.

## Gewinner
Erläuterungen: Farblich unterlegte Spieler haben im selben Jahr den CHL Goaltender of the Year Award gewonnen.
| Jahr    | Spieler                   | Team                              | GAA  |
| ------- | ------------------------- | --------------------------------- | ---- |
| 2024/25 | William Lacelle           | Rimouski Océanic                  | 2.38 |
| 2023/24 | William Rousseau          | Rouyn-Noranda Huskies             | 2.24 |
| 2022/23 | William Rousseau          | Québec Remparts                   | 2.22 |
| 2021/22 | Charles-Antonie Lavallée  | Shawinigan Cataractes             | 2,40 |
| 2020/21 | Colten Ellis              | Charlottetown Islanders           | 1.78 |
| 2019/20 | Samuel Hlavaj             | Sherbrooke Phoenix                | 2.25 |
| 2018/19 | Samuel Harvey             | Rouyn-Noranda Huskies             | 2.08 |
| 2017/18 | Samuel Harvey             | Rouyn-Noranda Huskies             | 2.10 |
| 2016/17 | Francis Leclerk           | Blainville-Boisbriand Armada      | 2.31 |
| 2015/16 | Chase Marchand            | Rouyn-Noranda Huskies             | 2.42 |
| 2014/15 | Philippe Desrosiers       | Rimouski Océanic                  | 2.50 |
| 2013/14 | Zachary Fucale            | Halifax Mooseheads                | 2.26 |
| 2012/13 | Étienne Marcoux           | Blainville-Boisbriand Armada      | 2.14 |
| 2011/12 | Mathieu Corbeil-Thériault | Saint John Sea Dogs               | 2.38 |
| 2010/11 | Jacob DeSerres            | Saint John Sea Dogs               | 2.22 |
| 2009/10 | Jake Allen                | Voltigeurs de Drummondville       | 2.20 |
| 2008/09 | Nicola Riopel             | Club de hockey junior de Montréal | 2.01 |
| 2007/08 | Bobby Nadeau              | Chicoutimi Saguenéens             | 2.63 |
| 2006/07 | Ondřej Pavelec            | Cape Breton Screaming Eagles      | 2.52 |
| 2005/06 | Ondřej Pavelec            | Cape Breton Screaming Eagles      | 2.51 |
| 2004/05 | Julien Ellis-Plante       | Shawinigan Cataractes             | 2.41 |
| 2003/04 | Martin Houle              | Cape Breton Screaming Eagles      | 2.32 |
| 2002/03 | Adam Russo                | Acadie-Bathurst Titan             | 2.41 |
| 2001/02 | Olivier Michaud           | Shawinigan Cataractes             | 2.45 |
| 2000/01 | Frédéric Cloutier         | Shawinigan Cataractes             | 2.50 |
| 1999/00 | Simon Lajeunesse          | Moncton Wildcats                  | 2.61 |
| 1998/99 | Maxime Ouellet            | Québec Remparts                   | 2.70 |
| 1997/98 | Mathieu Garon             | Victoriaville Tigres              | 2.68 |
| 1996/97 | Marc Denis                | Chicoutimi Saguenéens             | 2.69 |
| 1995/96 | Frédéric Deschênes        | Granby Prédateurs                 | 2.63 |
| 1994/95 | Martin Biron              | Beauport Harfangs                 | 2.48 |
| 1993/94 | Phillippe DeRouville      | Verdun Collège Français           | 3.06 |
| 1992/93 | Jocelyn Thibault          | Sherbrooke Faucons                | 2.99 |
| 1991/92 | Jean-François Labbé       | Trois-Rivières Draveurs           | 3.10 |
| 1990/91 | Félix Potvin              | Chicoutimi Saguenéens             | 2.70 |
| 1989/90 | Pierre Gagnon             | Victoriaville Tigres              | 3.05 |
| 1988/89 | Stéphane Fiset            | Victoriaville Tigres              | 3.45 |
| 1987/88 | Stéphane Beauregard       | Saint-Jean Castors                | 3.65 |
| 1986/87 | Robert Desjardins         | Longueuil Chevaliers              | 3.25 |
| 1985/86 | Robert Desjardins         | Hull Olympiques                   | 3.32 |
| 1984/85 | Daniel Berthiaume         | Chicoutimi Saguenéens             | 3.85 |
| 1983/84 | Tony Haladuick            | Laval Voisins                     | 3.79 |
| 1982/83 | Tony Haladuick            | Laval Voisins                     | 4.39 |
| 1981/82 | Jeff Barratt              | Montréal Juniors                  | 3.50 |
| 1980/81 | Michel Dufour             | Sorel Éperviers                   | 3.64 |
| 1979/80 | Corrado Micalef           | Sherbrooke Castors                | 4.20 |
| 1978/79 | Jacques Cloutier          | Trois-Rivières Draveurs           | 3.14 |
| 1977/78 | Tim Bernhardt             | Cornwall Royals                   | 3.39 |
| 1976/77 | Tim Bernhardt             | Cornwall Royals                   | 3.63 |
| 1975/76 | Tim Bernhardt             | Cornwall Royals                   | 3.92 |
| 1974/75 | Nick Sanza                | Sherbrooke Castors                | 3.51 |
| 1973/74 | Claude Legris             | Sorel Éperviers                   | 4.50 |
| 1972/73 | Pierre Pérusse            | Québec Remparts                   | 3.78 |
| 1971/72 | Richard Brodeur           | Cornwall Royals                   | 2.93 |
| 1970/71 | Raynald Fortier           | Québec Remparts                   | 3.39 |
| 1969/70 | Michel Deguise            | Sorel Éperviers                   | 3.99 |